# Jesse Featonby
Jesse Featonby, né le 8 décembre 1987 à Albury, est un coureur cycliste australien.

## Biographie
Jesse Featonby commence sa carrière sportive par le triathlon,.
Iil commence à se consacrer au cyclisme en 2016, avec la formation Swiss Wellness. Bon grimpeur, il se distingue au niveau national en remportant une étape du National Capital Tour. Il termine également huitième du Tour de l'Ijen. 
En 2017, il intègre l'équipe continentale australienne Drapac-Pat's Veg Holistic Development. Il se classe notamment troisième du championnat d'Océanie chez les élites et quatrième du Tour d'Iran - Azerbaïdjan.

## Palmarès
- 2016
  - 2e étape du National Capital Tour
- 2017
  -  Médaillé de bronze du championnat d'Océanie sur route
- 2018
  - 2e étape du National Capital Tour
  - Tour de Bright :
    - Classement général
    - 2e étape

  - 2e du National Capital Tour
- 2019
  - 4e étape de la New Zealand Cycle Classic
  - 2e de la New Zealand Cycle Classic
  - 3e du Tour de Bright

## Classements mondiaux
| Année            | 2016 | 2017 | 2018 | 2019 |
| ---------------- | ---- | ---- | ---- | ---- |
| UCI Asia Tour    | 537e | 117e | 685e |      |
| UCI Oceania Tour |      | 18e  |      | 70e  |